# 2008 전설의 고향
《2008 전설의 고향》은 2008년 8월 6일부터 2008년 9월 3일까지 KBS 2TV에서 방영된 수목 미니시리즈이다.

## 작품 리스트
| 2008년 | 2008년   | 2008년                |
| 회차   | 방송일자 | 부제 (서브 타이틀)    |
| ------ | -------- | --------------------- |
| 제1화  | 8월 6일  | 구미호                |
| 제2화  | 8월 7일  | 아가야 청산(靑山)가자 |
| 제3화  | 8월 13일 | 사진검의 저주         |
| 제4화  | 8월 14일 | 귀서(鬼書)            |
| 제5화  | 8월 21일 | 오구도령              |
| 제6화  | 8월 27일 | 기방괴담              |
| 제7화  | 8월 28일 | 사신 이야기           |
| 제8화  | 9월 3일  | 환향녀                |

## 제1화: 구미호

### 개요
- 방영일 : 2008년 8월 6일
- 극　본 : 하미선, 김재은
- 연　출 : 곽정환

### 등장 인물

#### 주요 인물
- 박민영 : 명옥(明鈺) 역
- 김하은 : 서옥(序鈺) 역
- 김태호 : 효문(孝文) 역
- 정재순 : 한씨 역
- 박웅 : 이대감 역
- 김경룡 : 효문부 역
- 홍여진 : 효문모 역

#### 그 외 인물
- 남문철 : 인홍부 역
- 이칸희 : 인홍모 역
- 최당석 : 정명(定明) 역
- 이연두 : 인홍 역
- 김수완 : 효문처 역
- 권기주 : 장님 역
- 이대로 : 노인 역
- 송경의 : 종가집 중년남자 1 역
- 황동식 : 종가집 중년남자 2 역
- 신갑주 : 종가집 중년남자 3 역
- 정승교 : 종가집 젊은남자 1 역
- 정태성 : 종가집 젊은남자 2 역
- 손정림 : 종가집 중년여자 1 역
- 전나연 : 종가집 중년여자 2 역
- 안영미 : 종가집 중년여자 3 역
- 최현숙 : 종가집 중년여자 4 역
- 강연수 : 초경 검사녀 1 역
- 장우정 : 초경 검사녀 2 역

## 제2화: 아가야 청산가자

### 개요
- 방영일 : 2008년 8월 7일
- 극　본 : 박영숙
- 연　출 : 이민홍

### 등장 인물

#### 주요 인물
- 왕희지 : 윤씨(尹氏) 역
- 고정민 : 김씨(金氏) 역
- 조은숙 : 당골네 역
- 안석환 : 천수(川樹) 역
- 박형재 : 한진사 역
- 김소현 : 연화(延華) 역
- 조양자 : 행랑어멈 역

#### 그 외 인물
- 정혜원 : 여종 역
- 허현호 : 하인 역
- 김명희 : 늙은 여종 역
- 이상용 : 조의원 역
- 김혜주 : 팥죽장수 역
- 김지연 : 떡장수 역
- 안석천 : 포졸 1 역
- 이준 : 포졸 2 역
- 김시영 : 아낙 1 역
- 김충효 : 사내 1 역
- 허인구 : 사내 2 역
- 김홍도 : 사내 3 역

## 제3화: 사진검의 저주

### 개요
- 방영일 : 2008년 8월 13일
- 극　본 : 문은정
- 연　출 : 김정민
- 특이사항 : 2010년 뉴욕 페스티벌 최우수 작품상 금상 수상[1]

### 등장 인물

#### 주요 인물
- 최수종 : 윤인(尹仁) 역
- 사강 : 무령(武靈) 역
- 박하선 : 향이(香理) 역
- 송민지 : 개화(開華) 역
- 송옥숙 : 국무(國武) 역
- 이정희 : 성구(性具) 역

#### 그 외 인물
- 김규철 : 포도대장 역
- 김명국 : 수령 역
- 권오현 : 칠복 역
- 손종범 : 봉이 역
- 김진서 : 만길 역
- 김정석 : 먹쇠 역
- 김상규 : 상쇠 역
- 변신호 : 노파 역
- 홍영근 : 포졸 역

## 제4화: 귀서

### 개요
- 방영일 : 2008년 8월 14일
- 극　본 : 김정애
- 연　출 : 김용수

### 등장 인물

#### 주요 인물
- 안재모 : 사현 역
- 이덕희 : 문정왕후 역
- 이한위 : 덕배 역
- 사현진 : 대비전상궁 역
- 김영재 : 인종 역
- 김진태 : 상선 역

## 제5화: 오구도령

### 개요
- 방영일 : 2008년 8월 21일
- 원　안 : 이진화
- 극　본 : 유미경
- 연　출 : 이정섭

### 등장 인물

#### 주요 인물
- 재희 : 기주(氣珠) 역
- 이영은 : 여림(如琳) / 채옥(蔡玉) 역
- 김학철 : 익선 역
- 정은표 : 막석 역
- 한혜경 : 연화(淵化) 역

#### 그 외 인물
- 맹호림
- 장희진
- 한춘일
- 이철민
- 최승경
- 김종석
- 이혜인
- 이진희
- 김보현
- 유인석
- 지성근
- 최효현
- 전해룡

## 제6화: 기방괴담

### 개요
- 방영일 : 2008년 8월 27일
- 극　본 : 유은하
- 연　출 : 김정민

### 등장 인물

#### 주요 인물
- 이민우 : 효랑 역
- 이덕화 : 김원익 역
- 윤주희 : 소월(小月) 역
- 김규철 : 사또 역
- 유혜정 : 매화 역
- 민지영 : 화란(話爛) 역
- 장채우 : 애향(愛響) 역
- 반소영 : 옥섬(玉暹) 역

#### 그 외 인물
- 왕준혁 : 건수 역
- 이성호 : 이 대간 역
- 최윤준 : 이방 역
- 고진명 : 행랑아범 역
- 윤영목 : 이 선비 역
- 오세진 : 기녀 1 역
- 신수빈 : 기녀 2 역
- 최한나 : 기녀 3 역
- 권채란 : 기녀 4 역
- 김진서 : 마을사내 1 역
- 지성근 : 마을사내 2 역

## 제7화: 사신 이야기

### 개요
- 방영일 : 2008년 8월 28일
- 극　본 : 김정애
- 각　색 : 박영숙
- 연　출 : 김용수

### 등장 인물

#### 주요 인물
- 이원종 : 사신 역
- 김뢰하 : 자영 역
- 추소영 : 초선(草善) 역
- 오용 : 김포교 역
- 지대한 : 양수 역
- 이대연 : 이 대감 역
- 문혁 : 신참 저승사자 역

#### 그 외 인물
- 송용태
- 우현
- 김경익
- 최명경
- 이상홍
- 기은세
- 허충호
- 장희진

## 제8화: 환향녀

### 개요
- 방영일 : 2008년 9월 3일
- 극　본 : 박영숙
- 연　출 : 이민홍

### 등장 인물

#### 주요 인물
- 이진 : 수연(水娟) 역
- 강성민 : 정율 역
- 정수영 : 윤씨 역
- 김홍표 : 용수 역
- 이지현 : 허씨(許氏) 역
- 진서연 : 여인 역

#### 그 외 인물
- 안석환
- 허현호
- 하미혜
- 김민수
- 허태희
- 이장미

## 수상 경력
- 2010년 뉴욕 페스티벌 최우수 작품상 금상 수상[1]

## 결방 사유
- 2008년 8월 20일 《2008년 하계 올림픽》 중계방송으로 결방.